# Ролински, Мартин
Мартин Ролински (швед. Martin Rolinski), при рождении Мартин Анджей Ролински (пол. Martin Andrzej Rolinski, родился 23 июня 1982 года в Гётеборг) — шведский певец польского происхождения, солист шведской группы BWO.

## Музыкальная карьера
Мартин начал свою музыкальную карьеру в 2002 году, когда предпринял попытку пройти прослушивание для музыкального реалити-шоу Popstars. Однако после этого ему довелось поработать с Андерсом Ханссоном, который и познакомил молодого певца с Александром Бардом. Вскоре Мартин становится солистом нового проекта Александра BWO. В составе группы он записывает несколько альбомов и становится узнаваем и популярен за пределами Швеции. Группа распалась в 2010 году. Во время работы в ней, а также после Мартин участвовал в шоу Melodifestivallen.

## Образование
Мартин изучал автоматизацию и механику в университете Гётеборга.

## Семья
С 20 сентября 2008 женат на Катарине Янссон. У пары есть две дочери: Изабелла (2009 г. р.) и Майя (2012 г. р.).

## Дискография

### Синглы
| Название                      | Год  | Позиции в чартах | Сертификация   | Альбом                |
| Название                      | Год  | Швед.            | Сертификация   | Альбом                |
| ----------------------------- | ---- | ---------------- | -------------- | --------------------- |
| "Blame It on a Decent Matter" | 2012 | –                |                |                       |
| "In and Out of Love"          | 2013 | 22               | - GLF: золотой | Melodifestivalen 2013 |